# Sara Mustonen
Sara Mustonen (Höganäs, 8 februari 1981) is een Zweedse wielrenster en voormalig bokser. Zij reed bij teams als het Italiaanse S.C. Michela Fanini, het Noorse Hitec Products, het Deense Team VéloCONCEPT en de Nederlandse ploeg Giant-Shimano en diens opvolger Liv-Plantur.
In 2008 won Mustonen de Ronde van Polen en werd ze 56e (uitkomend voor Zweden) in de wegwedstrijd op de Olympische Spelen in Peking. Acht jaar later kwam ze wederom uit voor Zweden op de Olympische Zomerspelen 2016; in Rio de Janeiro haalde ze de finish niet, maar haar landgenote Emma Johansson won de zilveren medaille, net als acht jaar eerder.
Mustonen behaalde vanaf 2010 drie zilveren en vier bronzen medailles tijdens het Zweeds kampioenschap op de weg en in de tijdrit. Ze won het klassement van de tussensprints in de Holland Ladies Tour 2014.

## Palmares
2008
 Eindklassement Ronde van Polen
2e in etappes 1 en 4 (ITT)
2009
2e in etappe 1 Tour De Pei
2e in etappe 3 Ronde van Bretagne
3e in etappe 5 Ronde van Bretagne
3e in etappes 4 en 5 Gracia Orlova
2010
 Zweeds kampioenschap op de weg
 Zweeds kampioenschap tijdrijden
2e in etappe 3 La Route de France
2011
 Zweeds kampioenschap tijdrijden
3e in Cholet Pays de Loire
2012
3e in etappe 5 Holland Ladies Tour
2014
 Zweeds kampioenschap op de weg
 Tussensprintklassement Holland Ladies Tour
2015
 Zweeds kampioenschap op de weg
 Zweeds kampioenschap tijdrijden
3e in Omloop van het Hageland
3e in Trofee Maarten Wynants
3e in etappe 2B BeNe Ladies Tour
2016
 Zweeds kampioenschap op de weg
2e in etappe 1 Holland Ladies Tour
3e in Keukens Van Lommel Ladies Classic
2018
3e Ronde van Uppsala
3e Ronde van Guangxi
2019
1e in 1e etappe Ronde van Uppsala
Eind- en puntenklassement Ronde van Uppsala